# Jiří Dohnal (herec)
Jiří Dohnal (12. srpna 1905 Holoubkov – 9. září 1984 Praha) byl český herec a režisér.

## Život
Otec mu padl v první světové válce. Z rodného Holoubkova se s matkou přestěhoval do nedaleké obce Strašice, kde strávil dětství. Vyučil se zámečníkem a pracoval v holoubkovských železárnách. V roce 1923 byl z práce propuštěn a začal se profesionálně věnovat divadlu. Jeho bratr Jaromír byl rovněž divadelníkem, působil i jako ředitel Intimního divadla.
V sezóně 1923/1924 nastoupil u divadelní společnosti A. Vladyky, další sezónu působil v Košicích, poté u divadelních společností R. Branalda a H. Kleina. V období 1926 až 1931 měl angažmá v Plzni a po jednoletém působení v Bratislavě se do Plzně vrátil na další dva roky (1932– 1934). Hostoval též v Komorním divadle v Praze. Do Národního divadla v Praze nastoupil v roce 1935, avšak v poslední válečné sezóně 1944–1945 odešel do Intimního divadla, po osvobození pomáhal zakládat Realistické divadlo a byl jeho prvním ředitelem (1945–1946). Od sezóny 1946 se vrátil do Národního divadla, kde působil (s výjimkou let 1970–1974, kdy byl ředitelem kladenského Divadla Jaroslava Průchy) až do svého odchodu do důchodu v roce 1981 jako člen činohry. V letech 1971–1972 byl i šéfem činohry. S divadlem se na scéně Národního divadla rozloučil dne 1. 4. 1984 pohostinským vystoupení v roli Ivana v Jiráskově Lucerně.
V roce 1948 podepsal výzvu prokomunistické inteligence Kupředu, zpátky ni krok!, jež byla vydána dne 25. února 1948 na podporu komunistického převratu. V roce 1977 podepsal „Antichartu“.
Jsou po něm pojmenovány ulice v Praze, Štětí a Bratislavě.[zdroj?]
Jeho pravnuk Jiří Jelinek (1977) je slavný tanečník.

## Divadelní režie, výběr
- 1959 Alois Jirásek: Kolébka, Národní divadlo
- 1963 Jaroslav Průcha: Hrdinové okamžiku, Tylovo divadlo
- 1971 Carlo Goldoni: Mirandolina, Kladenské divadlo

## Divadelní role, výběr
- 1935 F. X. Svoboda: Poslední muž, Dr. Marek, Stavovské divadlo, režie Milan Svoboda
- 1935 Stanislav Lom: Svatý Václav, Mstina, Národní divadlo, režie K. H. Hilar
- 1936 William Shakespeare: Julius Caesar, Octavius Caesar, Národní divadlo, režie Jiří Frejka
- 1937 Fráňa Šrámek: Měsíc nad řekou, Villy Roškot, Stavovské divadlo, režie Vojta Novák
- 1937 Karel Čapek: Bílá nemoc, Mladý baron Krog, Stavovské divadlo, režie Karel Dostal
- 1938 Karel Čapek: Matka, Kornel, Stavovské divadlo, režie Karel Dostal
- 1938 William Shakespeare: Romeo a Julie, Paris, Valdštejnská zahrada, režie Jiří Frejka
- 1939 Karel Čapek: R.U.R., Radius, Stavovské divadlo, režie Karel Dostal
- 1940 Stanislav Lom: Karel IV., Václav, Národní divadlo, režie Karel Dostal
- 1942 František Zavřel: Caesar, Brutus, Národní divadlo, režie Jiří Frejka
- 1943 bratří Mrštíkové: Maryša, Francek, Národní divadlo, režie Aleš Podhorský
- 1944 William Shakespeare: Cokoli chcete, Orsino, Národní divadlo, režie Karel Dostal
- 1947 Aischylos: Oresteia, Posel, Stavovské divadlo, režie Karel Dostal
- 1950 William Shakespeare: Zkrocení zlé ženy, Petruccio, Tylovo divadlo, režie František Salzer
- 1950 V. V. Višněvskij: Nezapomenutelný rok devatenáctý, Rodzjanko, Národní divadlo, režie František Salzer
- 1952 A. Surov: Zelená ulice, Kremněv, Tylovo divadlo, režie František Salzer
- 1953 Jan Drda: Hrátky s čertem, Martin Kabát, Národní divadlo, režie František Salzer
- 1954 William Shakespeare: Benátský kupec, Basanio, Tylovo divadlo, režie František Salzer
- 1955 Hedda Zinnerová: Ďábelský kruh, Theo Neubauer, Tylovo divadlo, režie Alfréd Radok
- 1958 Jiří Mahen: Jánošík, titul. role, Národní divadlo, režie František Salzer
- 1959 J. Darvas: Spálená křídla, András Joós, Tylovo divadlo, režie František Salzer
- 1961 William Shakespeare: Král Lear, Hrabě z Kentu, Smetanovo divadlo, režie František Salzer
- 1961 Carlo Goldoni: Poprask na laguně, Patron Toni, Tylovo divadlo, režie Miroslav Macháček
- 1963 William Shakespeare: Sen noci svatojánské, Theseus, Národní divadlo, režie Václav Špidla
- 1968 Karel Čapek: Bílá nemoc, Otec, Tylovo divadlo, režie Evžen Sokolovský
- 1970 Ladislav Stroupežnický: Naši furianti, Filip Dubský, Tylovo divadlo, režie Vítězslav Vejražka
- 1972 William Shakespeare: Othello, Brabanzio, Tylovo divadlo, režie Václav Hudeček
- 1975 Miloslav Stehlík: Mordová rokle, Prokeš, Tylovo divadlo, režie Václav Hudeček
- 1978 L. N. Tolstoj: Není nad vzdělanost, Starý kuchař, Tylovo divadlo, režie Václav Hudeček
- 1983 Alois Jirásek: Lucerna, Ivan, Národní divadlo, režie František Laurin

## Ocenění
- 1958 titul zasloužilý umělec
- 1964 Řád práce
- 1968 titul Zasloužilý člen Národního divadla
- 1971 titul národní umělec
- 1980 Řád Vítězného února

## Filmografie, výběr
Ve 30. a 40. letech natočil řadu filmů, kde ztvárňoval především postavy milovníků.
- 1933 U sv. Antoníčka
- 1935 První políbení
- 1935 Studentská máma
- 1936 Uličnice
- 1936 Světlo jeho očí
- 1936 Ulička v ráji
- 1936 Lojzička
- 1937 Krb bez ohně
- 1937 Rozvod paní Evy
- 1937 Srdce na kolejích
- 1937 Švanda dudák
- 1938 Otec Kondelík a ženich Vejvara
- 1938 Vandiny trampoty
- 1938 Její pastorkyňa
- 1938 Panenka
- 1938 Stříbrná oblaka
- 1938 Pod jednou střechou
- 1938 Jarka a Věra
- 1939 V pokušení
- 1939 Dvojí život
- 1940 Babička
- 1940 Dceruška k pohledání
- 1940 Artur a Leontýna
- 1940 To byl český muzikant
- 1940 Madla zpívá Evropě
- 1940 Poslední podskalák
- 1940 Srdce v celofánu
- 1940 Okénko do nebe
- 1941 Advokát chudých
- 1941 Tetička
- 1942 Karel a já
- 1944 Děvčica z Beskyd
- 1949 Revoluční rok 1948
- 1951 Mikoláš Aleš

## Rozhlas
- 1955 William Shakespeare: Veselé paničky windsorské - role: pan Hošek, režie: Josef Bezdíček